# Transurb SA Galați

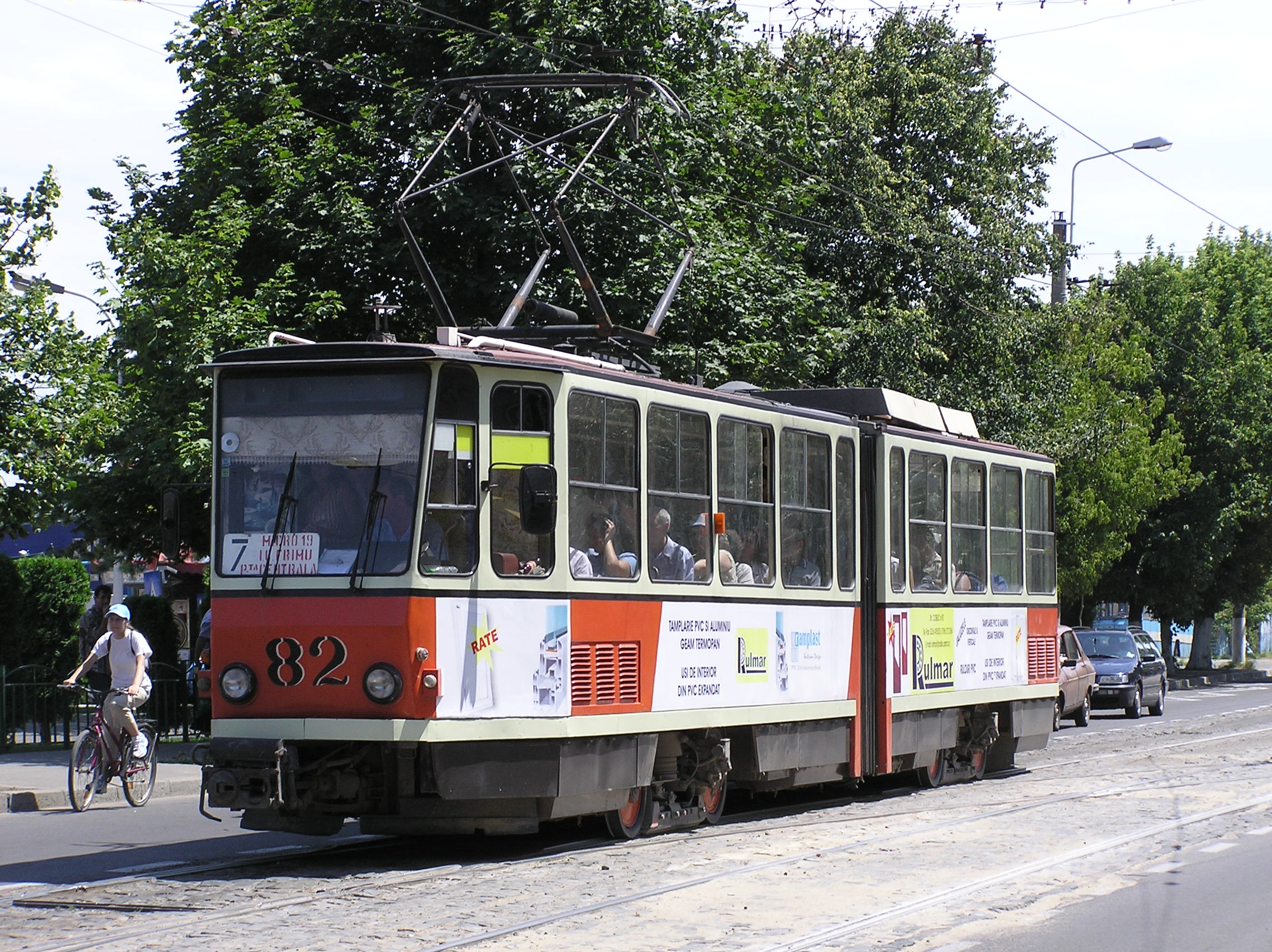
Galați: tram snodato modello Tatra KT4 della Transurb SA Galati n. 82 sulla linea 7

Transurb SA Galati è l'azienda che svolge il servizio di trasporto pubblico
autofilotranviario nella città di Galați in Romania.

## Esercizio
L'azienda, che gestisce oggi quasi 20 autolinee, 2 filovie e 11 tranvie, aderisce all'Uniunea Romana de Transport Public, organismo nazionale che riunisce gli operatori rumeni di trasporto pubblico.

## Parco aziendale
La flotta è costituita da:
- circa 100 autobus, per lo più a marchio DAC, Guleryuz e Prestij; circa 25 di questi sono minibus dell'Isuzu Microbuz
- qualche filobus dell'Ikarus
- quasi 70 tram, prevalentemente appartenenti ai modelli Tatra KT4 e Tatra T4.